# Примаков, Виталий Маркович
Вита́лий Ма́ркович Примако́в (18 [30] декабря 1897; село Семёновка, Черниговская губерния — 12 июня 1937, Москва) — советский военачальник, в Гражданскую войну — командир украинского Червонного казачества; комкор (1935).
В августе 1936 года был арестован по обвинениям в участии в армейской «военно-троцкистской организации». В мае 1937 года, под воздействием пыток, признал себя виновным в участии в «антисоветском троцкистском военно-фашистском заговоре» и подписал показания, по которым позже были арестованы и предстали перед судом многие другие представители командного и начальствующего состава Красной армии.
11 июня 1937 года специальным присутствием Верховного суда СССР был приговорён к смертной казни по «делу Тухачевского» и расстрелян. Посмертно реабилитирован 31 января 1957 года.

## Биография

### Ранние годы
Родился в Семеновке.
Сын учителя Марка Григорьевича Примакова, из села Шуманы на Черниговщине, и Варвары Николаевны Примаковой. По национальности украинец. Детство прошло в Шуманах.Рано, под руководством отца-казака, жившего на хуторе и учительствовавшего в народной школе, научился ездить верхом и стрелять из ружья. В 10 лет получил от отца подарок – двуствольное охотничье ружье и с тех пор уже считался взрослым. Рос под большим влиянием деда – потомка запорожского казака. Учился в Черниговской гимназии, но был исключен из 7 класса за революционную деятельность. Рано осиротев, жил в семье украинского писателя М. Коцюбинского, на дочери которого, Оксане, позже женился (умерла в январе 1920 года при родах).
В 1914 году вступил в РСДРП, большевик. Будучи гимназистом, 14 февраля 1915 года за распространение листовок и хранение оружия был арестован и осуждён на пожизненное поселение в Восточной Сибири (Абан). Освобождённый Февральской революцией, стал членом Киевского комитета большевиков.

### Военная карьера
Являясь делегатом II Всероссийского съезда Советов от Черниговской губернии, был избран членом ВЦИК. Во время Октябрьской революции командовал отрядом при взятии Зимнего дворца, а затем, при подавлении выступления генерала П. Н. Краснова, командовал красногвардейскими отрядами под Гатчиной.
В декабре 1917 года в Харькове сформировал из добровольцев — солдат, студентов, рабочих 1-й полк Червоного казачества, участвовавший в боях против Центральной рады. Полк входил в состав вооружённых сил Украинской Народной Республики Советов. Осенью 1918 как командир 1-го полка Червоного казачества принимал активное участие в создании Украинской советской армии. Позднее 1-й полк Червоного казачества стал бригадой, а затем был развёрнут в кавалерийскую дивизию.
В сентябре 1919 года кавалерийская дивизия Червоного казачества под командованием Примакова на протяжении месяца защищала Чернигов от деникинцев.
В ноябре 1919 дивизия Примакова прорвала фронт и в ходе рейда по белым тылам захватила города Льгов, Фатеж, Поныри, уничтожив тыловые базы Добровольческой армии, взорвав железную дорогу и преодолев 120 верст в течение 37 часов в условиях снежного покрова. Бойцы дивизии часто выдавали себя за белых, расправляясь с сочувствующими белогвардейцам мирными жителями из-за чего белые обычно не брали в плен примаковцев.
С октября 1920 — командир 1-го конного корпуса Червоного казачества, участвовал в штурме Перекопа. За Орловско-Кромское сражение и успехи в советско-польской войне награждён двумя орденами Красного Знамени (1920, 1921). За всю Гражданскую войну провел 14 успешных рейдов и 60 выигранных сражений. В 1923 году корпусу было присвоено почётное наименование 1-й Конный корпус Червоного казачества имени ВУЦИК и ЦК ЛКСМУ.

### После гражданской войны

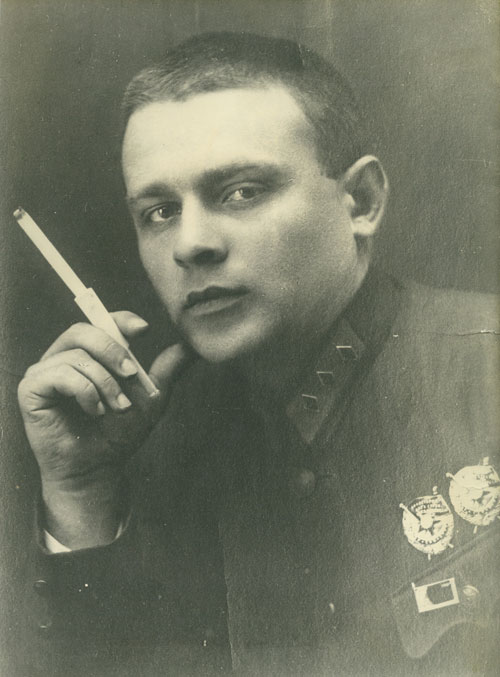
В. М. Примаков (1925)

После Гражданской войны окончил Военно-академические курсы высшего комсостава РККА.
В 1924—1925 годах — начальник Высшей кавалерийской школы в Ленинграде, где тогда обучались будущие маршалы И. Х. Баграмян, А. И. Ерёменко, Г. К. Жуков, К. К. Рокоссовский.
В 1925—1926 годах был военным советником 1-й Национальной армии в Китае. Здесь он разработал уставы китайской армии, создал офицерскую школу, непосредственно участвовал во многих боях.
В 1925—1927 годах во внутрипартийных дискуссиях поддержал Льва Троцкого. Позже отошёл от троцкистской оппозиции, о чём официально заявил в печати.
В 1926—1927 годах — командир 1-го стрелкового корпуса Ленинградского военного округа.
В 1927—1929 годах — военный атташе в Афганистане. В 1929 году, во время Афганского похода Красной армии, возглавлял советско-афганский отряд в две тысячи сабель при орудиях и пулемётах. 15 апреля 1929 года отряд Примакова, бойцы и командиры которого были одеты в афганскую форму, при поддержке авиации атаковал афганский пограничный пост. Советские войска действовали на территории Афганистана полтора месяца. За это время они взяли города Мазари-Шариф, Балх, Ташкурган и более мелкие населённые пункты. Примаков, по легенде, действовал под именем Рагиб-бея. В литературе его окрестили красным Лоуренсом. Когда стало известно, что Аманулла-хан решил прекратить вооружённую борьбу и бежал в Индию, и продолжение экспедиции выглядело бы как агрессия против суверенной страны, Сталин приказал отозвать советские войска. 7 августа 1929 награждён третьим орденом Красного Знамени.
В 1930 году — военный атташе в Японии.
Талантливый публицист, военный историк, автор нескольких художественных книг, Примаков оставил много интересных наблюдений и суждений о странах, в которых ему удалось побывать. «Записки волонтёра» стали одной из первых советских книг о Китае. «Афганистан в огне» до сих пор получает высокие оценки со стороны учёных-афганистов. В книге «По Японии» Примаков высказал мысль о возможности притязаний японских военных кругов на территорию СССР и о неизбежности японо-американского конфликта.
В 1931—1932 годах проходил обучение в Германской академии Генерального штаба.
В 1931—1932 годах командовал 13-м стрелковым корпусом Приволжского военного округа. С февраля 1932 по декабрь 1934 — заместитель командующего Северо-Кавказским военным округом, затем заместитель инспектора высших военно-учебных заведений Штаба РККА. С мая 1936 года — заместитель командующего Ленинградским военным округом, член Военного совета при народном комиссаре обороны СССР.
При этом, как указывает исследователь С. Е. Лазарев, сам Примаков считал себя незаслуженно обойдённым по службе, высказывал недовольство высшим военным руководством в лице наркома обороны. Бывший член Реввоенсовета Первой Конной армии К. Е. Ворошилов покровительствовал своим боевым соратникам, отдавая им предпочтение при назначении на вакантные должности, поощрении правительственными наградами, предоставлении различных льгот. Это вызывало трения в отношениях с представителями других легендарных соединений Гражданской войны.

### Арест и гибель
Первый раз арестован в 1934 году, дело вёл следователь ОГПУ Кедров, освобождён по требованию Ворошилова.
14 августа 1936 года Примаков и В. Путна были арестованы по обвинениям в участии в армейской «военно-троцкистской организации» — участниками этой организации они были названы в судебном процессе по делу Антисоветского объединённого троцкистско-зиновьевского центра (21—23 августа 1936 года). Тем не менее до мая 1937 года ни Путна, ни Примаков не называли никаких новых имён.
Только 8 мая 1937 года признал себя виновным в участии в антисоветском троцкистском военно-фашистском заговоре и подписал показания, по которым позже были арестованы и предстали перед судом многие другие представители командного и начальствующего состава Красной Армии. Вместе с М. Н. Тухачевским, И. Э. Якиром, И. П. Уборевичем и ещё четырьмя командирами Красной Армии специальным присутствием Верховного суда СССР 11 июня 1937 года был приговорён к смертной казни и 12 июня 1937 года расстрелян.
Похоронен в Москве на Новом Донском кладбище.
Был посмертно реабилитирован 31 января 1957 года.

## Воинские звания
- Комкор — 20.11.1935[17]

## Награды
- Три ордена Красного Знамени (26.11.1919, 5.02.1921[18], 7.08.1929).

## Семья
Был трижды женат:
- первым браком на Оксане Михайловне Коцюбинской (10.05.1898—1.1920), дочери украинского писателя Михаила Коцюбинского и сестре известного украинского большевика Юрия Коцюбинского,
- вторым (1924) — на Марии Ароновне Довжик (8.12.1898—15.11.1990), сестре учёного в области аэродинамики, лауреата Сталинской премии С. А. Довжика;
  - сын от этого брака — Юрий Витальевич Примаков (род. 8.02.1927) — жив по состоянию на 2023 г.[19],
- третьим — на Лиле Юрьевне Брик[20].

Брат — Владимир Примаков (1899—1941), участник Гражданской войны, затем авиаконструктор, погиб в Московском ополчении в 1941 году.

## Сочинения
Автор статей по военно-теоретическим вопросам, очерков, воспоминаний, в том числе о событиях 1917—1920 годов на Украине, в частности:
- Краткий очерк истории 1 полка червонного казачества. // Бюллетень Харьковского Совета рабочих депутатов. — 1919, 9 января.
- Афганистан в огне. — Л., 1930.
- Червонное казачество. СПб. — Х., 1923. (статьи подписаны «Старый казак»).
- Рейд червонных казаков на Проскуров // Борьба классов. 1932. № 5. С. 65—73.
- Тактические задачи и военные игры, предложенные для решения офицерам германского рейхсвера в 1933 году / Пер. с нем. и обр. В. М. Примакова. — М.: Госвоениздат, 1934. — 95 с.: схем.
- Борьба за Советскую власть на Украине. — Путь неувядаемой славы. — Три рейда. — «Червонцы».- Смертью героев. — «Смелость города берёт». — В кн.: Этапы большого пути. — М., 1962.
- Сражение под Орлом. Октябрь-ноябрь 1919 года. — В кн.: Латышские стрелки в борьбе за Советскую власть в 1917—1920 годах. — Рига, 1962.
- Записки волонтёра. Гражданская война в Китае. — М., «Наука», 1967, 215 стр., тираж 35 000. Первое издание этой книги — Л.: Прибой, 1930 год[21], под псведонимом «Генри Аллен».
- Записки волонтёра. Рассказы, очерки, статьи: (Гражданская война на Украине. Записки волонтера. Документы). — Киев, 1970.
- И всходим, маки красные… Очерки, статьи, стихи, рассказы: (Для детей) Авт. вступ. ст. С. Репьях. — Киев: Молодь, 1987. — 261 с.
- По Японии. — 1930 (под псевдонимом Витмар).
- Митька Кудряш. — 1927.

## Память
- Памятник Примакову в Киеве. Демонтирован в 2016 году.
- Памятник Примакову в Чернигове. Демонтирован в 2016 году.
- Памятник Примакову в Стрые (Львовская область). Демонтирован в 1990 году. В 1992 году на его месте установлен памятник Степану Бандере.
- Улица в Кировском районе Санкт-Петербурга. На одном из домов установлена аннотационная доска с текстом: «Улица названа в память / Виталия Марковича / Примакова / 1897—1937 / — члена Коммунистической партии с 1914 года / одного из организаторов Красной гвардии / в Петрограде / участника штурма Зимнего Дворца / видного военного начальника в годы / Гражданской войны».
- Улица Примакова в городе Льгов.
- Экспозиция с личными вещами в Черниговском историческом музее.

## Киновоплощение
- 1970 — «Семья Коцюбинских». В роли Виталия Примакова — Алексей Локтев